# Taraxacum acutifrons
Taraxacum acutifrons — вид квіткових рослин з родини айстрових (Asteraceae). Вид зростає в Європі: Данія, Фінляндія, Німеччина, Польща, Чехія; інтродукований до Англії, Уельсу, Шотландії, Ірландії; це багаторічна рослина помірних біомів.

## Морфологічна характеристика
Листя досить тверде, світло-зелене, середня жилка зелена або злегка забарвлена; бічних часток 4–6, правильних, догори поступово зближених у міждолі; кінцева частка ± вузько трикутна, гостра на верхівці, у внутрішніх листках часто велика; міждолі зі злегка хвилястим краєм; черешки вузькокрилі, від білувато-зелених до слабо-рожевих; стеблини зазвичай яскраво пурпурні у верхній частині; зовнішні приквітки ± горизонтально розпростерті, темно-фіолетові на верхній поверхні, облямовані; пилок присутній завжди.